# پیراهن‌های همیشه
پیراهن‌های همیشه، نام کتابی از حمیدرضا صدر است‌. این کتاب، شامل ۷۱ مقاله (تک‌نگاری) پیرامون بازیکنان مشهور فوتبال در دهه‌های گوناگون و با زبان ادبی است. این کتاب نخستین‌بار در زمستان ۹۶ منتشر شد و در ۱۴۰۲ به چاپ هشتم رسید.

## تک‌نگاری‌ها
فوتبالیست‌هایی که حمیدرضا صدر درباره‌شان نوشته، به شرح زیرند:
ریکاردو زامورا، جوزپه مئاتزا، فریتس والتر، آلفردو دی استفانو، فرانس پوشکاش، لو یاشین، بابی چارلتون، گارینشا، پله، فرانتس بکن‌باوئر، اوزه بیو، جرج بست، گرد مولر، یوهان کرایف، کوین کیگان، کنی دالگلیش، دینو زوف، همایون بهزادی، ناصر حجازی، فرانکو بارسی، میشل پلاتینی، پائولو مالدینی، دیگو مارادونا، سوکراتس، مارکو فن باستن، لوتار ماتیوس، تونی آدامز، روماریو، هریستو استویچکف، پل گاسکوئین، آندرس اسکوبار، اریک کانتونا، دنیس برکمپ، روبرتو باجو، گابریل باتیستوتا، رائول، آلساندرو دل پیرو، جان تری، رونالدو، روبرتو کارلوس، لوئیس فیگو، الیور کان، آلن شیرر، آندره شوچنکو، زین الدین زیدان، خاویر زانتی، دیوید بکام، استیون جرارد، پل اسکولز، اوله گونر سولشر، پائولو دی کانیو، جانلوئیجی بوفون، فابیو کاناوارو، فرانچسکو توتی، پاتریک ویرا، تیری آنری، کارلس پویول، رونالدینیو، ژاوی، آندرس اینیستا، فرناندو تورس، وین رونی، فیلیپ لام، کاکا، زلاتان ایبراهیموویچ، گرت بیل، آندره آ پیرلو، دیگو کاستا، کریستیانو رونالدو، لیونل مسی و نیمار.

## متن پشت جلد
توپ به جست‌وجویش آمده، به رویش لبخند زده، بر پایش نشسته. توپ به بازیکن نیاز داشته و بازیکن به توپ. آن‌ها رقص‌کنان جلو رفته‌اند و جلو… زمان سپری شده و توپ بی‌وفا، دل از بازیکن کنده و بازیکن را تنهاترین تنهای دنیا کرده. بازیکن کفش‌ها را درآورده، آب دهانش را قورت داده و گوش‌هایش را گرفته تا نفرین «تمام شده‌ای، تمام» را نشود… .